# Ираида Александрийская
Ираи́да Александри́йская (Ираида Антино́польская; также Раи́са; др.-греч. ῾Ηραΐς, ῾Ιραΐς, ῾Ιεραΐς, Ραΐς; около 308 года) — раннехристианская мученица, дева.
Ираида происходила из Александрии в Римском Египте, она была дочерью священника и с 12 лет избрала для себя монашескую жизнь.
Однажды, придя к источнику за водой, инокиня заметила у берега корабль с множеством людей (около 150 человек), заключённых в оковы за исповедание христианства. Ираида добровольно присоединилась к мученикам, а когда судно достигло города Антинополь, она первой подверглась жестоким истязаниям и была обезглавлена. Вслед за ней приняли смертную казнь за вероисповедание и прочие узники. Ираида пострадала за христианскую веру во время великого гонения во время правления Максенция.
Память в Православии — 5 сентября (18 сентября), 5 сентября; в Католической церкви — 23 сентября.